# Thornton-le-Street
Thornton-le-Street est un village et une paroisse civile du Yorkshire du Nord, en Angleterre.